# Luxiaria inferna
Luxiaria inferna là một loài bướm đêm trong họ Geometridae.